# Drepanogynis strigifera
Drepanogynis strigifera är en fjärilsart som beskrevs av W. Warren 1914. Drepanogynis strigifera ingår i släktet Drepanogynis och familjen mätare. Inga underarter finns listade i Catalogue of Life.